# Dorothy Adams
Pour les articles homonymes, voir Adams.
Dorothy Adams est une actrice américaine, née le 8 janvier 1900 à Hannah (Dakota du Nord), morte le 16 mars 1988 à Los Angeles — Quartier de Woodland Hills (Californie).

## Biographie

### Jeunes années
Dorothy Adams est la fille de Rachel Jamison et du vendeur en quincaillerie W. E. Adams. Elle grandit à Vancouver en Colombie-Britannique, où fréquente plus tard la Braemar School et l'Université de la Colombie-Britannique.

### Carrière
Au cinéma, après une première apparition dans un court métrage de 1931, Dorothy Adams contribue à près de cent films américains (dont des westerns) entre 1938 et 1960, comme second rôle de caractère — parfois dans des petits rôles non crédités —. Puis elle participe à deux ultimes films sortis respectivement en 1969 et 1976.
Parmi ses films notables, citons Laura d'Otto Preminger (1944 ; rôle de Bessie, la servante de Gene Tierney), Un amour désespéré de William Wyler (1952 ; rôle de la mère de Jennifer Jones), ou encore L'Ultime Razzia de Stanley Kubrick (1956, avec Sterling Hayden et Coleen Gray ; rôle de Ruthie O'Reilly).
Pour la télévision, Dorothy Adams collabore entre 1950 et 1974 à cinquante séries, dont Badge 714 (quatre épisodes, 1953-1955), Perry Mason (deux épisodes, 1957-1960), et La Quatrième Dimension (un épisode, 1961). Sa dernière prestation au petit écran est dans un téléfilm de Joel Schumacher, diffusé en 1974.
En 1921, elle épouse l'acteur Byron Foulger (1899-1970), dont elle reste veuve à la mort de celui-ci.

### Vie personnelle
Dans les années 1960, elle devient une professeure de théâtre renommée à l'École de théâtre, de cinéma et de télévision de l'UCLA.

## Filmographie partielle

### Au cinéma

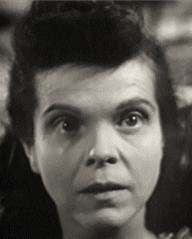
Dans Lady Gangster (1942)

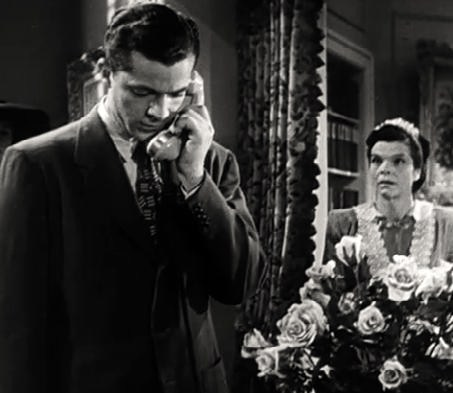
Avec Dana Andrews, dans Laura (1944)

- 1938 : Broadway Musketeers de John Farrow
- 1939 : On Borrowed Time de Harold S. Bucquet
- 1939 : Career de Leigh Jason
- 1939 : Femmes (The Women) de George Cukor
- 1939 : On demande le docteur Kildare (Calling Dr. Kildare) de Harold S. Bucquet
- 1939 : Ninotchka d'Ernst Lubitsch
- 1939 : Mademoiselle et son bébé (Bachelor Mother) de Garson Kanin
- 1939 : A Child Is Born de Lloyd Bacon
- 1939 : Disputed Passage de Frank Borzage
- 1940 : The Fight for Life de Pare Lorentz
- 1940 : Untamed de George Archainbaud
- 1940 : Cross Country Romance de Frank Woodruff
- 1940 : We Who Are Young de Harold S. Bucquet
- 1940 : Nobody's Children de Charles Barton
- 1941 : La Belle Ensorceleuse (The Flame of New Orleans) de René Clair
- 1941 : The Devil Commands d'Edward Dmytryk
- 1941 : J'épouse ma femme (Bedtime Story) d'Alexander Hall
- 1941 : Le Retour du proscrit (The Shepherd of the Hills) d'Henry Hathaway
- 1941 : Ma femme se marie demain (Affectionately Yours) de Lloyd Bacon
- 1941 : La Route au tabac (Tobacco Road) de John Ford
- 1941 : La Chanson du passé (Penny Serenade) de George Stevens
- 1942 : Lady Gangster de Robert Florey
- 1942 : Un Américain pur sang (Joe Smith, American) de Richard Thorpe
- 1943 : Les Anges de miséricorde (So Proudly We Hail !) de Mark Sandrich
- 1944 : Laura d'Otto Preminger
- 1944 : Le Bal des sirènes (Bathing Beauty) de George Sidney
- 1944 : Depuis ton départ (Since you went away) de John Cromwell
- 1945 : Crime passionnel (Fallen Angel) d'Otto Preminger
- 1946 : Le Bel Espoir (Miss Susie Slagle's) de John Berry
- 1946 : Les Plus Belles Années de notre vie (The Best Years of Our Lives) de William Wyler
- 1946 : Nocturne d'Edwin L. Marin
- 1947 : Le Bébé de mon mari (That's My Man) de Frank Borzage
- 1947 : La Fière Créole (The Foxes of Harrow) de John M. Stahl
- 1948 : Deux Sacrées Canailles (The Sainted Sisters) de William D. Russell
- 1949 : Avant de t'aimer (Not Wanted) d'Ida Lupino
- 1949 : Les Marins de l'Orgueilleux (Down to the Sea in Ships) d'Henry Hathaway
- 1950 : La Piste des caribous (The Cariboo Trail) d'Edwin L. Marin
- 1950 : Montana de Ray Enright
- 1950 : La Rue de traverse (Paid in Full), de William Dieterle
- 1951 : La Première Légion (The First Legion) de Douglas Sirk
- 1952 : Sous le plus grand chapiteau du monde (The Greatest Show on Earth) de Cecil B. DeMille
- 1952 : The Winning Team de Lewis Seiler
- 1952 : Un amour désespéré (Carrie) de William Wyler
- 1954 : La Joyeuse Parade (There's No Business Like Show Business) de Walter Lang
- 1955 : Le Fils prodigue (The Prodigal) de Richard Thorpe
- 1955 : L'Aventure fantastique (Many Rivers to Cross) de Roy Rowland
- 1956 : Passé perdu (These Wilder Years) de Roy Rowland
- 1956 : Les Dix Commandements (The Ten Commandments) de Cecil B. DeMille
- 1956 : Johnny Concho de Don McGuire
- 1956 : L'Ultime Razzia (The Killing) de Stanley Kubrick
- 1956 : L'Homme au complet gris (The Man in the Gray Flannet Suit) de Nunnally Johnson
- 1957 : 3 h 10 pour Yuma (3:10 to Yuma) de Delmer Daves
- 1958 : Les Grands Espaces (The Big Country) de William Wyler
- 1960 : Du haut de la terrasse (From the Terrace) de Mark Robson
- 1969 : Un homme fait la loi (The Good Guys and the Bad Guys) de Burt Kennedy
- 1976 : Peeper de Peter Hyams

### À la télévision
(séries, sauf mention contraire)
- 1953-1955 : Badge 714 ou Coup de filet (Dragnet), première série
  - Saison 3, épisode 12 The Big In-Laws (1953) et épisode 33 The Big Pug (1954)
  - Saison 4, épisode 24 The Big Dog (1955) et épisode 30 The Big Number (1955)
- 1956-1957 : Gunsmoke ou Police des plaines (Gunsmoke ou Marshal Dillon)
  - Saison 2, épisode 1 Cow Doctor (1956) d'Andrew V. McLaglen
  - Saison 3, épisode 8 Born to Hang (1957) de Buzz Kulik
- 1957-1960 : Perry Mason, première série
  - Saison 1, épisode 7 The Case of the Angry Mourner (1957) de William D. Russell
  - Saison 4, épisode 10 The Case of the Loquacious Liar (1960)
- 1958-1963 : La Grande Caravane (Wagon Train)
  - Saison 1, épisode 24 The Bernal Sierra Story (1958) de David Butler
  - Saison 6, épisode 25 The Annie Dugan Story (1963)
- 1961 : La Quatrième Dimension (The Twilight Zone)
  - Saison 2, épisode 12 Poussière (Dust) de Douglas Heyes
- 1962 : Bonanza
  - Saison 3, épisode 32 The Long Night de William Witney
- 1967 : Sur la piste du crime (The F.B.I.)
  - Saison 2, épisode 18 A Question of Guilt de Ralph Senensky
- 1974 : Virginia Hill, téléfilm de Joel Schumacher